# Vāda
Vāda är en ort i Indien.   Den ligger i distriktet Thane och delstaten Maharashtra, i den västra delen av landet, 1 100 km söder om huvudstaden New Delhi. Vāda ligger 60 meter över havet och antalet invånare är 15 474.
Terrängen runt Vāda är platt, och sluttar västerut. Runt Vāda är det ganska tätbefolkat, med 199 invånare per kvadratkilometer. Det finns inga andra samhällen i närheten. I omgivningarna runt Vāda växer huvudsakligen savannskog.